# 黄孟志
黄 孟志（こう たけし、1988年1月27日 - ）は日本の編集者。

## 人物
神奈川県川崎市生まれ。早稲田大学高等学院を経て、早稲田大学理工学部建築学科を中退。大学在学中から集英社『MEN’S NON-NO』などファッション誌を中心にフリーランスで編集・執筆活動を開始。これまでに『MEN’S NON-NO』『UOMO』『GINZA』『Forbes JAPAN』『NewsPics』『週刊プレイボーイ』など様々なジャンルの雑誌・WEBメディアで編集・執筆・連載を行なっている。Forbes JAPANオフィシャルコラムニストとしても活動中。2015年に編集エージェンシーかくしごと設立。『STREET』『FRUiTS』『CHOKiCHOKi』『egg』など人気雑誌の編集長をパートナーに、企業のコンテンツ制作をサポート。計20名以上のクリエイティブパートナーを擁し、中にはドラマやCMで活躍する女優・神嶋里花も所属。表参道＆原宿のローカルメディア『OMOHARAREAL』元編集長。小学館『Steenz』元チーフエディター。
父親は台湾出身の囲碁棋士・黄孟正九段。
2016年に結婚し、2児の父。結婚相手は元タレントの上野一舞。

## 主な仕事
- 表参道＆原宿のローカルメディア「OMOHARAREAL」元編集長
- “読むチョコレート”をコンセプトとするスイーツブランド「Chocolate Library」編集長
- 小学館が手がけるティーン向けメディア＆コミュニティ『Steenz』元チーフエディター